# إيه تو إيه
أيه تو أيه هي شركة مرافق إيطالية ولدت من اندماج شركتين إيطاليتين مستقلتين، أيه إي أم (Azienda Energetica Municipale) في ميلانو و أيه أس أم بريسيا (Azienda dei Servizi Municipalizzati) في نهاية عام 2007. إنها أول شركة إيطالية في قطاع النفايات الحضرية الخاصة تعمل على مدار 24 ساعة لإنتاج طاقة تبلغ 1.5 تيراواط ساعة . وهي ثالث أكبر شركة في إيطاليا في إنتاج وتوزيع الكهرباء. مجموعة أيه أو أيه مدرجة في البورصة الإيطالية وهي عضو في مؤشر FTSE MIB . بالإضافة إلى إيطاليا، تعمل الشركة في إسبانيا وفرنسا وإنجلترا والجبل الأسود.

## مجالات النشاط
تنشط مجموعة أيه تو أيه بشكل أساسي في القطاعات التالية:
- إنتاج وبيع وتوزيع الطاقة الكهربائية ؛
- بيع وتوزيع الغاز ؛
- إنتاج وبيع وتوزيع الحرارة عن طريق شبكات التدفئة المركزية ؛
- مناولة النفايات ؛
- معالجة دورة المياه المتكاملة ؛
- بيع عروض ADSL في الشبكة الكهربائية.

يتم تنظيم الأنشطة في أربع «سلاسل توزيع»:
- الطاقة

- التدفئة والخدمات

- بيئة

- الشبكات

- الخدمات والشركات الأخرى

## روابط خارجية
- الموقع الرسمي